# Rijngemaal
Het Rijngemaal is een gemaal in Arnhem. Rioolwater uit onder meer het centrum van Arnhem wordt hier opgevangen in een natte kelder. Hier zorgen drie rioolwaterpompen dat het water naar de rioolwaterzuiveringsinstallatie in Duiven wordt vervoerd.
Omdat ook het regenwater via dit gemaal wordt afgevoerd, kan bij extreme regenval het waterpeil in de kelder te hoog worden. Er treden dan (drie) overstortpompen in werking die het overtollig water afvoeren naar de Rijn.

## Geschiedenis
Het gemaal werd gebouwd in 1965 als poldergemaal. Naar aanleiding van de in 1970 ingevoerde Wet verontreiniging oppervlaktewateren is het Rijngemaal in 1976 overgedragen aan het toenmalige zuiveringsschap Oostelijk Gelderland. Het zuiveringsschap heeft het Rijngemaal uitgebreid met een aantal vuilwaterpompen, die het afvalwater naar de in 1975 gebouwde rioolwaterzuiveringinstallatie Nieuwgraaf bij Duiven pompte.
Omdat de pompen en de installatie verouderd waren, is het gemaal gerenoveerd in een gezamenlijk project van de Gemeente Arnhem en het Waterschap Rijn en IJssel. In augustus 2011 is begonnen met de sloop van het gebouw en de ontmanteling van de pompen. Op 29 november 2012 werd het nieuwe Rijngemaal geopend, waarbij een informatiepaneel werd onthuld. Het nieuwe gemaal heeft een grotere capaciteit en nieuwe pompen, waardoor de binnenstad van Arnhem beter bestand is tegen zware regenval en hoge waterstanden in de Rijn.